# Santo Tomé (ort i Santa Fe)
Santo Tomé är en ort i Argentina.   Den ligger i provinsen Santa Fe, i den centrala delen av landet, 400 km nordväst om huvudstaden Buenos Aires. Santo Tomé ligger 19 meter över havet och antalet invånare är 59 072.
Terrängen runt Santo Tomé är mycket platt. Runt Santo Tomé är det ganska tätbefolkat, med 172 invånare per kvadratkilometer.. Närmaste större samhälle är Santa Fe de la Vera Cruz, 7,0 km nordost om Santo Tomé. 
Trakten runt Santo Tomé består huvudsakligen av våtmarker.